# Rolls-Royce Tay

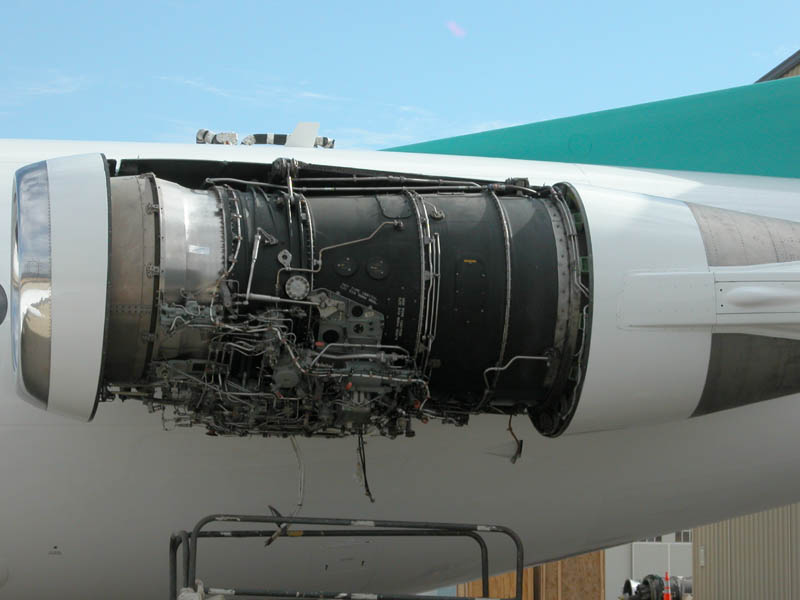
Tay instalado em um Fokker 100.

A Rolls-Royce RB.183 Tay é um motor turbofan, desenvolvido a partir do RB.163 Spey, utilizando componentes de baixa pressão do RB.211 para produzir versões com um bypass ratio de 3.1:1 ou maior. O motor realizou seu primeiro voo em Agosto de 1984.
A família Tay de motores é usada em um número considerável de companhias aéreas e grandes jatos particulares, incluindo o Gulfstream IV, Fokker 70 e Fokker 100. A última versão desse motor é usada no processo de modernização dos motores dos Boeings 727.

## Motores similares
- General Electric CF34
- PowerJet SaM146
- Pratt & Whitney PW6000
- Progress D-436
- Rolls-Royce BR700